# パメラ (小惑星)
パメラ(1243 Pamela)は、小惑星帯の外側領域に位置する炭素質の小惑星である。直径は、約70kmである。1932年5月7日に南アフリカの天文学者シリル・ジャクソンがヨハネスブルクのユニオン天文台で発見した。発見者の娘であるパメラ・ジャクソンの名前に因んで名付けられた。

## 軌道と分類
パメラは、小惑星族に属さない小惑星である。小惑星帯の外側領域で、太陽から3.0-3.2天文単位の軌道を5年5カ月（1,990日）かけて公転している。軌道離心率は0.05、黄道に対する軌道傾斜角は13°である。
この小惑星は、1929年11月にアリゾナ州のローウェル天文台で最初に観測された。観測弧は、公式の発見日から1か月遡る1932年4月のヨハネスブルクで始まっている。

## 物理的性質
パンスターズの測光観測により、パメラは、炭素質のC型小惑星に分類されている。

### 自転周期
1999年10月、コロラド州のPalmer Divide Observatoryでブライアン・ワーナーが行った測光観測により、パメラの光度曲線が初めて得られた。光度曲線の分析により、26.017時間の自転周期で光度が0.49等級変化することが明らかとなった。その他、2005年から2010年にかけて、フランスのルネ・ロイとステファヌ・シャルボネル、イタリアのロベルト・クリッパとフェデリコ・マンチーニらが各々光度曲線を得た。また2015年には、スペインのアマチュア天文学者のグループであるOBASにより、別の光度曲線が得られた。

### 直径とアルベド
IRAS、あかり、広視野赤外線探査機によって行われた観測で、パメラの直径は66.11から76.42km、表面のアルベドは0.040から0,0484と測定された。
Collaborative Asteroid Lightcurve Link(CALL)は、標準アルベド0.0474と絶対等級9.7から、直径を70.06kmと推定している。

## 命名
発見者の娘であるパメラ・ジャクソンの名前に因んで名付けられた。公式の命名の引用は、ポール・ハーゲットが1955年に著したThe Names of the Minor Planetsで言及されている。